# Władza lokalna
Władza lokalna – instytucja polityczna, która dysponuje możliwością wpływania na tworzenie reguł obowiązujących w danej społeczności, ograniczonej terytorialnie. Władza lokalna jest częścią władzy państw, ponieważ podlega ona centralnym ośrodkom decyzyjnym i obowiązującemu w kraju prawu (np. konstytucji). Władza ta nie jest suwerenna, tzn. najwyższa i nieograniczona, gdyż taką władzą dysponuje tylko państwo. Władza lokalna powstała dlatego, że państwo zrezygnowało na jej rzecz z części swoich uprawnień, jednocześnie ściśle określając zakres jej kompetencji oraz skalę jej odpowiedzialności.
W demokratycznych systemach władza lokalna posiada dużą swobodę i autonomię, poza tym jej pozycja zależy głównie od regulacji prawnych (np. dostęp do subwencji i pożyczek wzmacnia ją).
Współcześnie władze lokalne odpowiadają za działania społeczne i stan usług społecznych. By sprostać swoim zadaniom, mogą powoływać instytucje i wyspecjalizowane agendy.
Możemy wyróżnić cztery typy władzy lokalnej:
- Brytyjski – decentralizacja z zachowaniem centralnej kontroli legislacyjnej, przy niewielkim nadzorze jednostek nad sobą
- Francuski – silna kontrola władz centralnych nad lokalnymi poprzez środki administracyjne
- Komunistyczny, radziecki – ścisła centralizacja i dominacja władz centralnych nad lokalnymi
- Tradycyjny – występuje głównie w Azji i Afryce, mało sformalizowany, zwykle nawiązuje do regionalnych zwyczajów społecznych lub plemiennych